# 烏特科瓦爾科山
11°44′02″S 74°56′45″W / 11.73389°S 74.94583°W
烏特科瓦爾科山（Utkhu Warqu），是秘魯的山峰，位於該國中部胡寧大區，由安達馬爾卡區和科馬斯區負責管轄，屬於安地斯山脈的一部分，海拔高度5,149米。